# Bro Hof Slott Golf Club
Bro Hof Slott Golf Club ("Bro Hof") är en golfklubb i Upplands-Bro kommun, nordväst om Stockholm. Planerna för Bro Hof blev till verklighet år 2002 när Björn Örås förvärvade Brogård och två år senare anlades detaljplanen för två golfbanor. De två banorna Stadium Course och Castle Course har mycket olika karaktär. 
Utöver golfbanorna finns det en 5000 kvadratmeter stor driving range, ett närspelsområde med tre olika greener samt fem puttinggreener. Golfklubben har en bit över 1000 medlemmar. Av dessa hade 81 plus-handicap och 471 singelhandicap året 2021. Detta gjorde Bro Hof till den klubb i Sverige som hade lägst handicapsnitt. Inför säsongen 2022 arbetade ett 40-tal anställda på golfklubben.

## Historik
Bro Hofs anläggning utgörs av egendom och byggnader som tidigare tillhörde Brogård. Gården har rötter tillbaka till medeltiden då gården fungerade som kungsgård. Under denna tiden byggdes flera jordbruksfastigheter, där samtliga i närområdet var skyldiga att bidra till att utveckla och upprätthålla skicket på gården. Mellan åren 1810 och 1886 ägdes området av den grevliga släkten Sparre. Familjen ägde under denna tid flera gods i området, bland annat Lejondal, vilket ledde till att egendomarna började förfalla. Nuvarande palatsliknande huvudbyggnad uppfördes 1888 efter ritningar av arkitekt Herman Holmgren. Under dåvarande ägaren, Johan Claes Eriksson Sparre, upplevde gården sin blomstringstid. Under den tiden upprättades ett framgångsrikt jordbruk, mejeri och tegelbruk. 1968 såldes egendomen till Kooperativa Förbundet som planerade att viss livsmedelsproduktion samt ett centrallager skulle förläggas hit, så blev dock inte fallet och det var enbart centrallagret som upprättades på gården. Under Kooperativa Förbundets ägandeperiod var underhållet bristfälligt och gården förföll.
Grundaren Björn Örås fick år 1999 idén att bygga en golfbana i världsklass. Han ansåg då att Stockholmsområdet inte hade någon golfklubb med hög kvalité. Att anlägga Bro Hof kostade honom 350 miljoner kronor, vilket ledde till att han sålde 20 % av sina aktier i Poolia. 
År 2002 sålde KF hela gårdskomplexet till Björn Örås. Han tog initiativet att bygga golfbana på den tidigare åkermarken samt nyttja huvudbyggnaden och en del andra byggnader som konferens- och hotellanläggning. År 2004 fastställde Upplands-Bro kommun en ny detaljplan som tillät hotell-, konferens- och golfverksamhet.
Två år senare invigdes anläggning under namnet Bro Hof slott och Stadium Course. Samtidigt fick slottet ett nytt vapen som visar ett lejon på en bro framför en borgmur som tillsammans symboliserar namnet Bro Hof Slott. Där finns även ett valspråk på latin: "traditio pons ad futurum" vilket betyder "tradition är bron till framtiden".

## Stadium Course
Stadium Course är en lakeside och parkbana, där den tee spelaren väljer att spela påverkar svårighetsgraden på banan. Den har en röd tee på 4790 meter, en blå på 5541 meter, en gul på 5744 meter, en vit på 6646 meter och även en svart tee för de allra bästa på 7266 meter, vilket gör den till en av världens längsta golfbanor. Bro Hof Slotts Golf Club beskriver golfbanan som en spelupplevelse för alla nivåer av golfare, men vinden påverkar nästan alltid, vilket gör golfbanan utmanande  Ett av de mest välkända golfhålen i Sverige är hål 17 på Bro Hof. Hålet spelas ungefär 130 meter till en ö-green i en konstgjord damm.
Stadium Course är en av världens bästa golfbanor och rankades 2016 av Golf Digest till Nordens bästa golfbana. Banan har varit rankad som Sveriges bästa sedan dess öppnande 2007. Utöver svenska framgångar blev Stadium Course utsedd till världens 54:e bästa golfbana år 2012, enligt Golf Worlds lista över världens bästa golfbanor. Under åren 2018 och 2019 blev Stadium Course utsedd till nummer 100 av världens bästa golfbanor av Platinum Clubs of the World. 
Bakom de sportsliga framgångarna som Stadium Course har haft finns golfbanans arkitekt Robert Trent Jones jr som ritade banan. Robert Trent Jones Jr är en av världens mest välkända golfarkitekter och ligger bakom flera av världens främsta banor. Stadium Course blev golfklubbens första bana och stod färdig år 2007.Trots att Stadium Course anses vara en stor utmaning för majoriteten av golfare, så är banans rekord 62 slag, vilket motsvarar 10 slag under par. Rekordet innehas i dagsläget (2022) av Vincent Norrman. Att spela som gäst på Stadium Course är inte billigt och golfbanan hade (2022) Sveriges högsta greenfee. Avgiften var 950 kronor för en junior och upp till 2500 kronor för en senior för spel under helgen.

## Tvist i Mark- och miljödomstolen
Bro Hof har stött på ett flertal problem i bygget av flaggskeppsbanan Stadium Course. Den största motgången är en nio år lång mark- och miljötvist mot kommunen. 2007 anmälde kommunen Bro Hof eftersom man menade att delar av golfbanan ligger i ett naturreservat. Länsstyrelsen bestämde tre år senare att de båda hålen 15 och hål 16 skulle byggas om. Målet gick senare upp i Mark- och miljödomstolen och även den beslutade i enlighet med kommunen. 2015 överklagade Bro Hof beslutet och målet togs upp i Mark- och miljööverdomstolen och golfklubben vann där tvisten. Bägge hålen fick stå kvar men ägaren Björn Örås beskriver tvisten som "det största bakslaget i hela mitt yrkesliv". Kommunen hävdade i målet att hålen inte hade följt det bygglov som de hade fått. Om Bro Hof hade förlorat tvisten kunde böter på 8,5 miljoner ha förväntats, samt att bygga om dessa hål hade kostat klubben mellan 50 och 100 miljoner kronor. Den långa miljötvisten ledde till att planerna för att utveckla golfklubben med hotell och konferensverksamhet lades ner.

## Castle Course
Golfklubbens andra golfbana är The Castle Course som färdigställdes 2010. The Castle Course har samma höga kvalité och grässorter som Stadium Course. Däremot är dess karaktär annorlunda, den är av links- och hedkaraktär och är unik med stora "Waste bunkers" som är i spel på flera av banans hål. Utöver enorma waste areas runt banan är den även betydligt smalare och skogen är mer i spel än vad den är på Stadium Course. Castle Course kan jämföras med en typisk skotsk linksbana. Banan har sex par treor, sex par fyror samt sex stycken par femmor.
Castle Course har fyra olika tees, vilket bestämmer längden för spelaren. Från vit tee är banan 6129 meter, från gul tee är den 5529 meter, från blå tee är den 4976 meter och från röd tee är den 4218 meter. Castle Course blev 2020 utsedd till Sveriges 14:e bästa golfbana av Svensk Golf.  Att Bro Hof Slott Golf Club innehar två av landets bästa banor är något som gör golfklubben unik. Även om golfbanan är smal med mycket träd i spel så är banrekordet i dagsläget 62 slag, vilket motsvarar 10 slag under par och rekordet innehas av Kristoffer Broberg. 

## Ägare
Bro Hof Slott Aktiebolag ägs till 100 procent av klubbens grundare, Björn Örås, grundare av bemanningsföretagen Poolia och Uniflex. Han är en av Sveriges rikaste personer och har betalat uppemot 350 miljoner kronor för att bygga Bro Hof Slotts Golf Club. Klubbens upplägg gällande medlemskap är kopplade till att varje medlem äger en aktie i Bro Hof Golf Aktiebolag. Det finns även en möjlighet att bli anvisad medlem. I dagsläget finns det omkring 500 aktieägare på golfklubben. Några av golfklubbens mest kända medlemmar är Mats Sundin, kronprinsessan Victoria, prins Daniel och hockeyproffset William Nylander. 

## Internationella tävlingar
Grundaren Björn Örås hade tidigt visioner att göra Bro Hof till en bana för internationella tävlingar. I en intervju sade han att klubbens målsättning var att Bro Hof skulle bli "världens bästa publikbana".
Åren 2010–2013 och 2016 spelades Europa Tour tävlingen Scandinavian Masters.
2010 vann svensken Richard Johnsson Scandinavian Masters efter att ha slagit 11 under par. På startfältet var det stjärnspäckat, med golfspelare som Rory Sabbatini, Rickie Fowler och Dustin Johnson. Louise Oostehuizen var länge med i toppen, men när Richard Johnsson lyckades göra birdie på hål 18 avgjordes tävlingen med jubel från de fullsatta läktarna. Tävlingen spelades mellan 22 juli till 25 juli. 
2011 vann Alex Norén tävlingen efter att ha slagit 15 under par, från 21 juli till 24 juli. Alex Norén har ett nära samarbete med klubbens tränare och befinner sig ofta ute på Bro Hof.
2012 vann Lee Westwood.
2013 vann Mikko Lleno. Under 2013 sålde Bro Hof äganderättigheterna till Nordea Masters till Lagardére, vilket ger de nya ägarna tillgång till sponsorintäkter samt biljettförsäljning. Det leder till att tävlingen nu roterar mellan Stockholm, Skåne och Göteborg.
2016 vann Matthew Fitzpatrick på Bro Hof. Tävlingen kom att bli den sista som klubben arrangerat. Under de fyra tävlingsdagarna lockade den stjärnspäckade tävlingen 66 000 besökare, där 46 600 av besökarna besökte Bro Hof under de avgörande dagarna på lördag och söndag. 

## Klubbhus
Golfklubbens klubbhus är Bro Gård som såldes 2002 till Bro Hofs ägare Björn Örås. Bro Gård hade stått fallfärdigt i nästan 70 år innan det genomgick en omfattande renovation i samband med att Bro Hof Golf Club byggdes. I dag finns det i det gamla Bro Gård en restaurang på första plan, på övervåningen finns det stora rum med soffor och matsal. I källaren finns ett gym, bubbelpool samt omklädningsrum för golfare.

## Golfklubbens utveckling
I samband med att kvalitén på golfbanor i landet ökat, har Bro Hof fortsatt att utveckla sina banor. Det ledde till att klubben satsade uppemot 10 miljoner kronor för att renovera Stadium Course inför säsongen 2021. Det blev störst förändring för medelgolfaren, där 15 av 18 möjliga gula tees flyttades fram. Det skedde även en uppgradering av klubbens träningsområden. Driving rangen designades med fairways, greener och bunkrar för att ge spelaren en känsla av att vara ute på golfbanan. Ytterligare förändringar planeras till sommaren 2022.[uppföljning saknas] En 18-håls puttingbana planeras som kommer sträcka sig över 11 000 kvadratmeter, vilket har varit en vision som ansvariga för klubben haft i många år. Under åren 2008, 2009 och 2010 gick Bro Hof med en sammanlagd förlust på 30 miljoner kronor. Under 2011 vände trenden och golfklubben ökade sina intäkter från 20 till 40 miljoner kronor och kunde därmed gå med en miljon kronor i vinst. Eftersom golf noterade ett högsta antal golfrundor någonsin, med totalt 2 487 373 registrerade rundor under 2020, fortsatte även Bro Hofs ekonomiska framgång. Under säsongen 2020 omsatte klubben 40 miljoner kronor och det blev en vinst på 6 miljoner kronor efter avskrivningar.

## Bilder

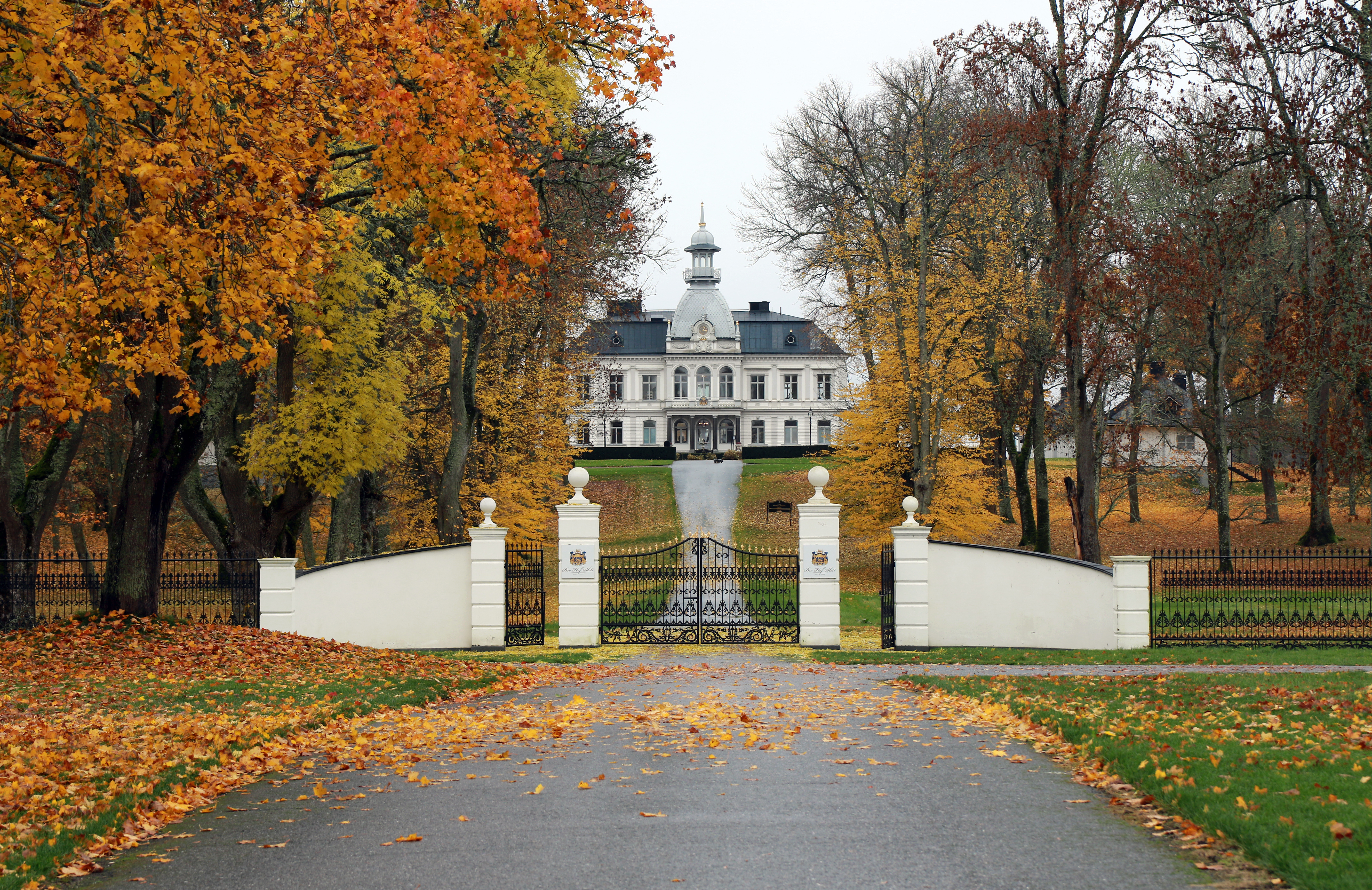
Bro Hof Slottsentré
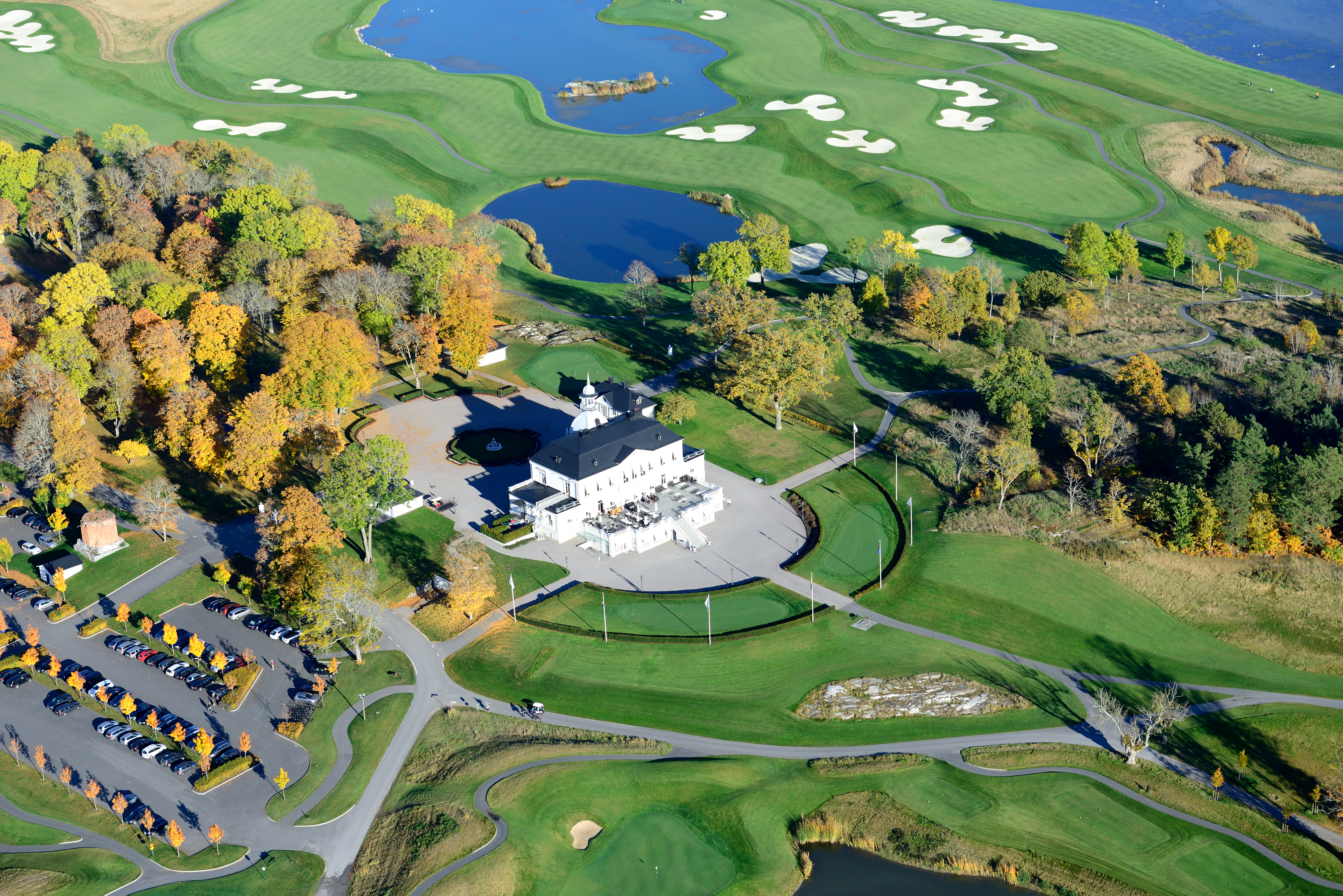
Bro Hof slott och delar av golfbanan.
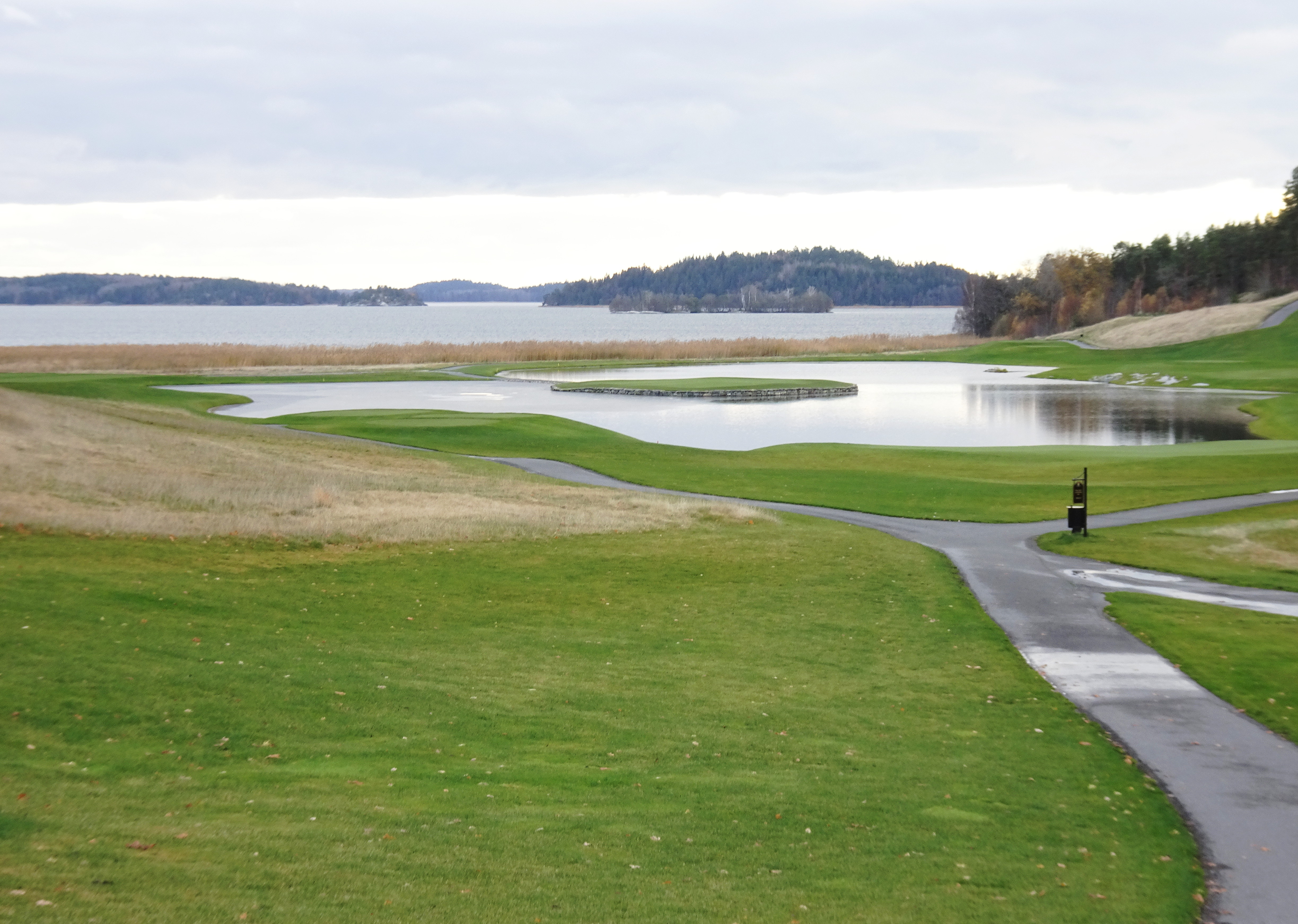
Stadium Course med Mälaren i bakgrunden.
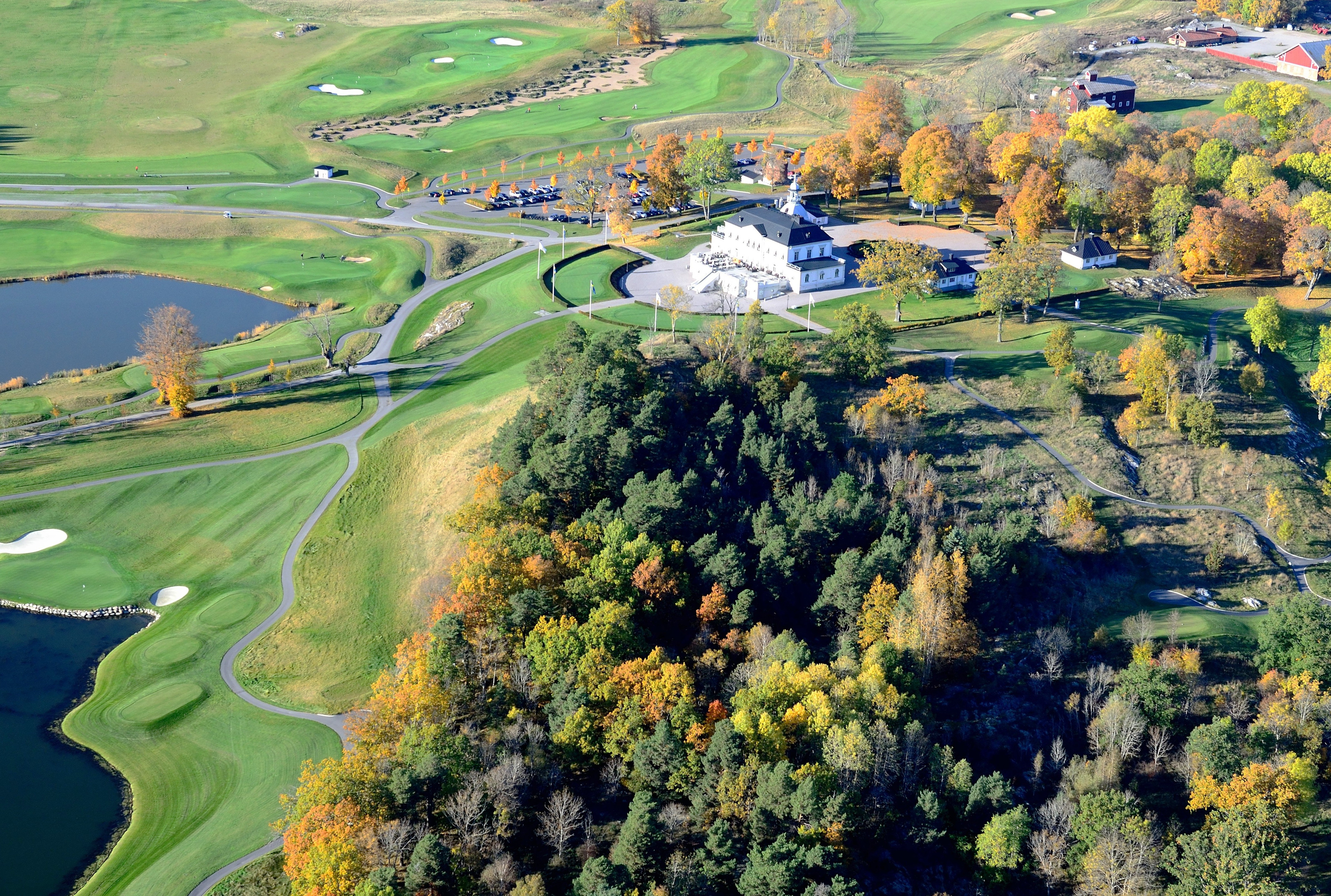
Bro Hof slott och delar av golfbanan.